# Oxynoemacheilus kermanshahensis
Oxynoemacheilus kermanshahensis és una espècie de peix pertanyent a la família dels balitòrids i a l'ordre dels cipriniformes.

## Etimologia
L'epítet kermanshahensis fa referència al seu lloc d'origen: la província de Kermansah (l'oest de l'Iran) per on discorre el riu Karun (afluent de l'Eufrates).

## Descripció
Fa 6,3 cm de llargària màxima. Cos allargat i amb la línia lateral incompleta. Presenta tres franges o línies al llarg dels flancs.

## Hàbitat i distribució geogràfica
És un peix d'aigua dolça, demersal i de clima subtropical, el qual viu a Àsia: és un endemisme de la conca del Tigris i de l'Eufrates (les subconques dels rius Karkheh, Dez -tributari del Karun- i tots els afluents dels rius Gamasiab i Kashkan) a l'Iran.

## Observacions
És inofensiu per als humans, el seu índex de vulnerabilitat és baix (16 de 100) i les seues principals amenaces són la destrucció del seu hàbitat, les sequeres, l'extracció d'aigua per als regadius i la contaminació produïda per les activitats agrícoles, industrials i de l'aqüicultura. El seu estat de conservació és categoritzat com a de gairebé amenaçat.